# Крушина (Радомський повіт)
Крушина (пол. Kruszyna) — село в Польщі, у гміні Єдлінськ Радомського повіту Мазовецького воєводства.
Населення — 297 осіб (2011).
У 1975-1998 роках село належало до Радомського воєводства.

## Демографія
Демографічна структура станом на 31 березня 2011 року:
|          | Загалом | Допрацездатний вік | Працездатний вік | Постпрацездатний вік |
| -------- | ------- | ------------------ | ---------------- | -------------------- |
| Чоловіки | 150     | 51                 | 92               | 7                    |
| Жінки    | 147     | 33                 | 92               | 22                   |
| Разом    | 297     | 84                 | 184              | 29                   |